# Hančaroŭka

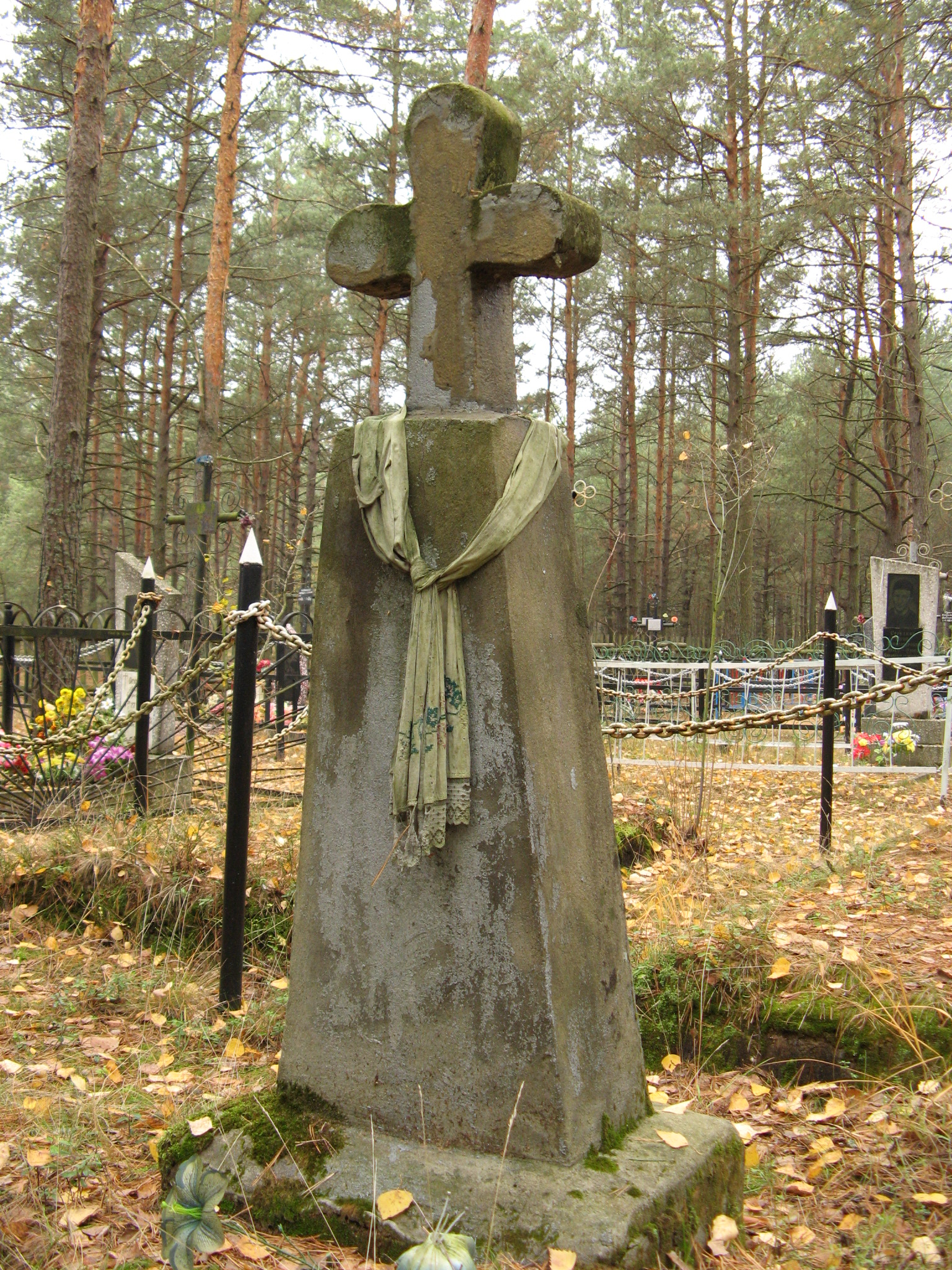
Cruz en el cementerio

Hancharouka (en bielorruso: Ганчароўка; lat. Hančaroŭka) es un pueblo en el Raión de Babruysk en la Provincia de Maguiliu de Bielorrusia. Su población es de 61 habitantes (censo de 2008).
Fue fundado en 1925. En 1934 se fundó un koljós llamado "Victoria de Stalin". En 1941-1944 fue ocupado por el ejército nazi. Fue unida con el pueblo Novaja Vioska en 1967. En el cementerio de Hančaroŭka en 1975 se encuentra un monumento en honor de los soldados soviéticos.